# یقه

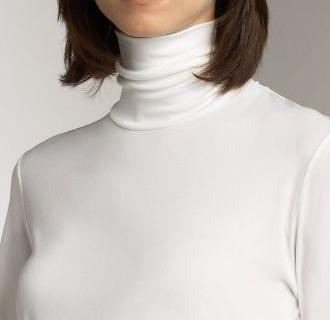
یکی از گونه‌های یقه، یقهٔ اسکی است

یقه یا گریبان ( فارسی افغانستان: یَخَن) پوششی است در بالای پیراهن یا بلوز و در بخش پایینی گردن که به پوشاک فرم و قیافه می‌دهد؛ یقه‌ها گونه‌های گوناگونی را دارند و با توجه به مدل پوشاک و کاربرد آن، یقه‌ها نیز تغییر می‌کنند.
برخلاف ظاهر سادهٔ یقه بیش از ۴۰ نوع یقه وجود دارد و یکی از بخش‌های مهم لباس به حساب می‌آید. هچنین یقه‌ها را می‌توان در سه دستهٔ بزرگ دسته‌بندی کرد.

## اسامی انواع یقه
۱-ارشال هلالی ۲-آرشال بنفشه ۳-آرشال طرح گلابی ۴-آرشال مدلار ۵-آرشال گا برگی کوتاه ۶-آرشال جدا

## انواعیقه انگلیسی
۷-انگلیسی بالا گرد پایین لبه تیز ۸-انگلیسی جدا (لبه تیز) ۹-انگلیسی جدا (لبه گرد) ۱۰-انگلیسی سرخود ۱۱-انگلیسی سر خود دو لبه گرد ۱۲-انگلیسی شکاری ۱۳-انگلیسی شاخی

## انواع یقه آمریکایی
۱۴- آمریکایی ۱۵- آمریکایی بدون سرشانه ۱۶- آمریکایی بدون پشت یقه
۱۷-اسپرت ایستاده ۱۸- بلیزر جدا ۱۹- ب ب سرخود همراه یقه گرد ۲۰- ب ب سرخودروی دو لای بسته ۲۱- ب ملوانی ۲۲-پله ای۲۳- ستاره ۲۴- دلبری۲۵- دلبری با برگردان پایین۲۶- دلبری ایستاده (جلو بسته)۲۷- دارکوبی۲۸- دو هلاه ۲۹- دویقه۳۰- کلوش۳۱- کتابی۳۲- ملوانی ۳۳- مردانه پایه جدا و…یقه هفت، یقه اسکی